# Turó de la Seu Vella
El Turó de la Seu Vella (també anomenat Turó de Lleida i a l'antiguitat Roca Sobirana) és un turó que s'aixeca al centre de la ciutat de Lleida. Està situat al centre de la ciutat de Lleida, és la part més elevada de la ciutat dominant tota la Plana del Segre. Està rodejat pel centre històric de la ciutat, que antigament poblava també el turó però degut a la Guerra dels Segadors i la Guerra de Successió es va anar despoblant per a construir-hi una ciutadella i allotjar una caserna militar.
Sobre aquest es troba un conjunt monumental que comprèn l'edifici de la Seu Vella, la Canonja, el Castell del Rei o La Suda, els Pous de gel i les muralles amb diversos baluards que l'envolten.
El turó, format per una antiga terrassa fluvial ha representat un emplaçament estratègic amb bones capacitats defensives perquè s'hi establís la ciutat. L'altre turó estratègic de la ciutat és el turó de Gardeny, on s'ubica un castell de l'orde templari construït a la segona meitat del segle xii.
L'accés principal al turó és la porta del Lleó, una porta orientada a ponent, també hi ha el portal de Sant Andreu. També es pot accedir al turó per l'ascensor del Canyeret, situat al sud-est del turó i que el connecta amb el carrer del Canyeret on es troben els jutjats. L'últim accés són unes escales de fusta situades al vessant nord del turó i que voregen els Pous de gel. Amb transport públic es pot accedir mitjançant la línia 12 d'autobusos urbans que circula de dilluns a dissabte de dos quarts de vuit del matí a les nou del vespre.